# Vindbron
Ej att förväxla med Vindbron, Jönköping

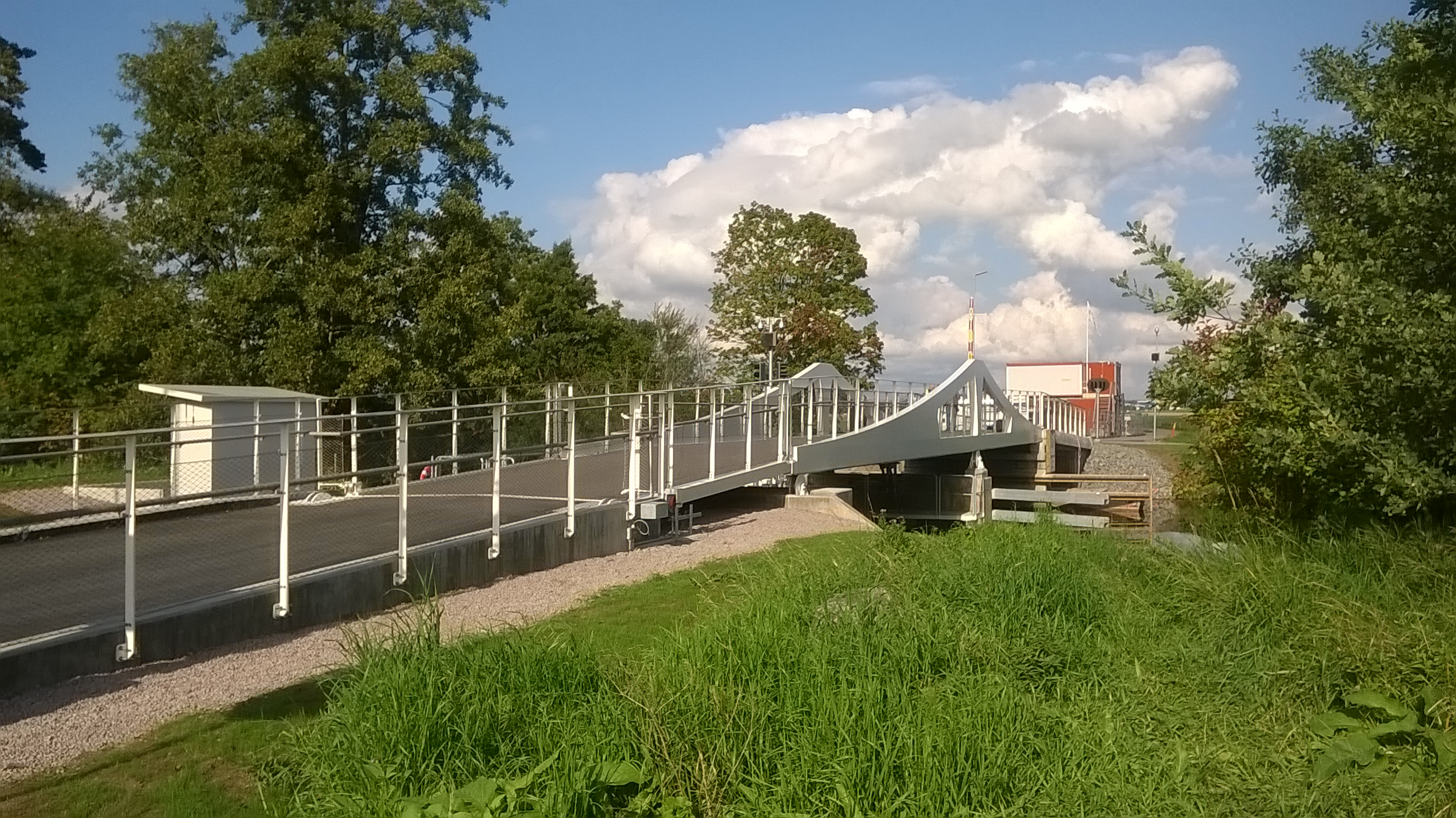
Vindbron över Fyrisån i Uppsala 2018.

Vindbron är en bro över Fyrisån i Uppsala, mellan de sydvästra och sydöstra stadsdelarna Ultuna och Kungsängen.
En bro på platsen har funnits länge, åtminstone sedan 1600-talet, och en rullbro byggdes på 1960-talet. Sedan slutet av 1990-talet var Vindbron stängd för trafik över Fyrisån, och därmed permanent i ett öppet läge. Detta efter att Uppsala kommun och markägaren Sveriges lantbruksuniversitet inte kunde enas om vem som skulle finansiera en renovering. När den närbelägna Kungsängsbron öppnades 1982 minskade även behovet av Vindbron.
Vintern 2017–2018 påbörjades arbetet med ett återskapande av en trafikerbar bro för cyklister och gående, detta efter att Uppsala kommun fått ett statligt stöd från Trafikverket i form av 7,7 miljoner kronor. Den totala kostnaden beräknades till 15 miljoner kronor, och slutkostnaden blev 20 miljoner.
Den 4 september 2018 invigdes den nya gång- och cykelbron.

## Bilder

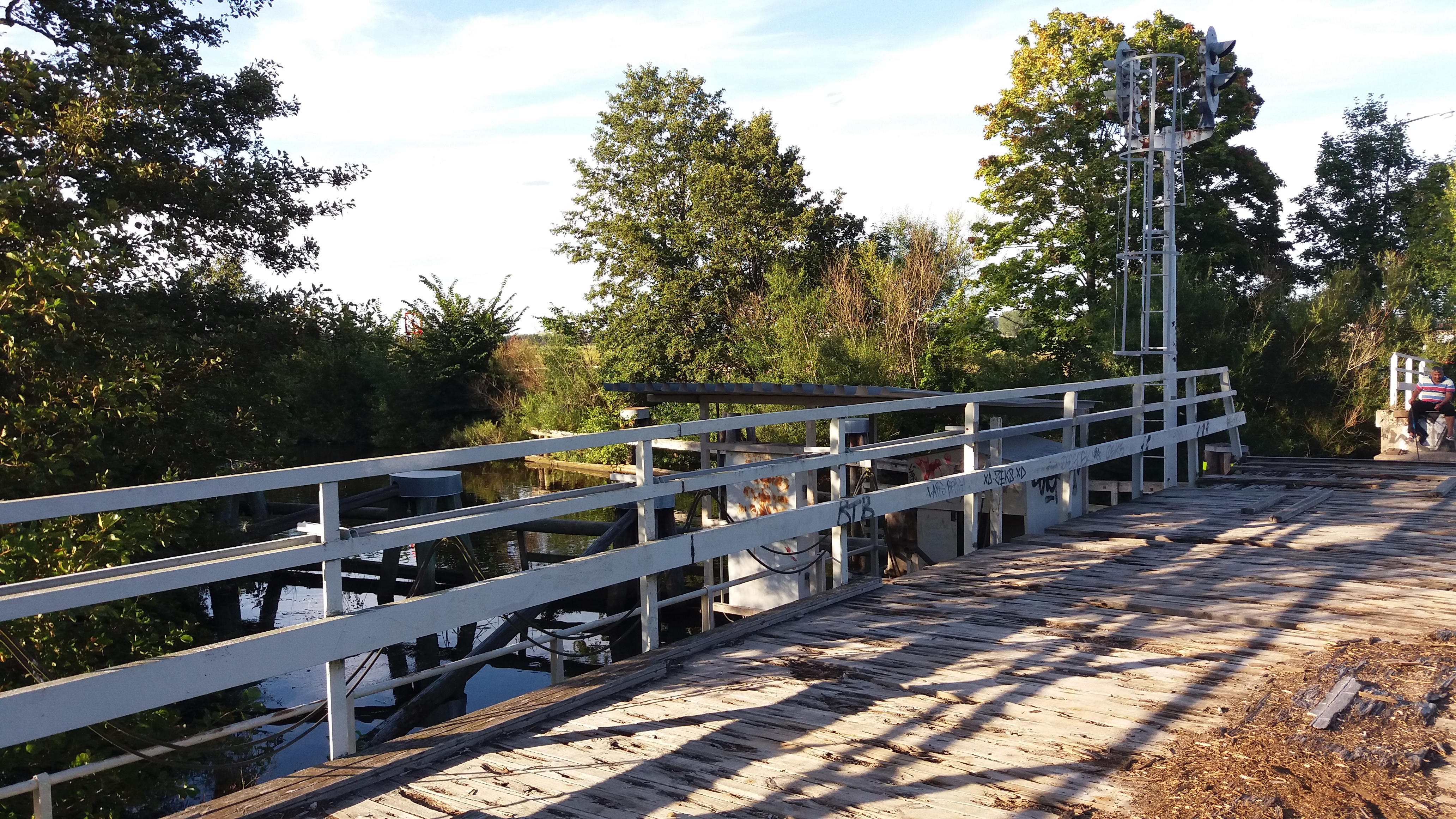
Gamla Vindbron 2016.
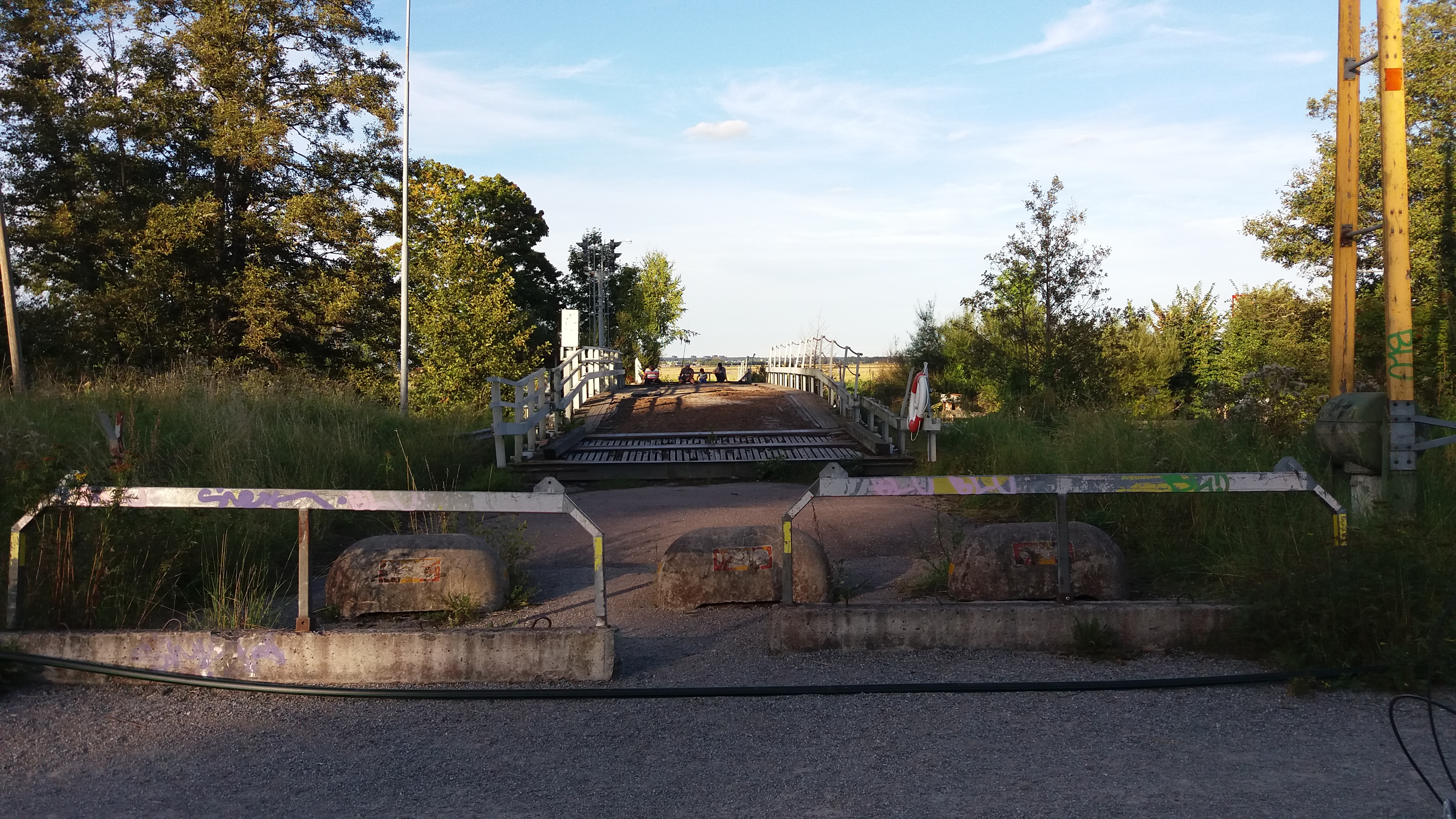
Gamla Vindbron mot öster.
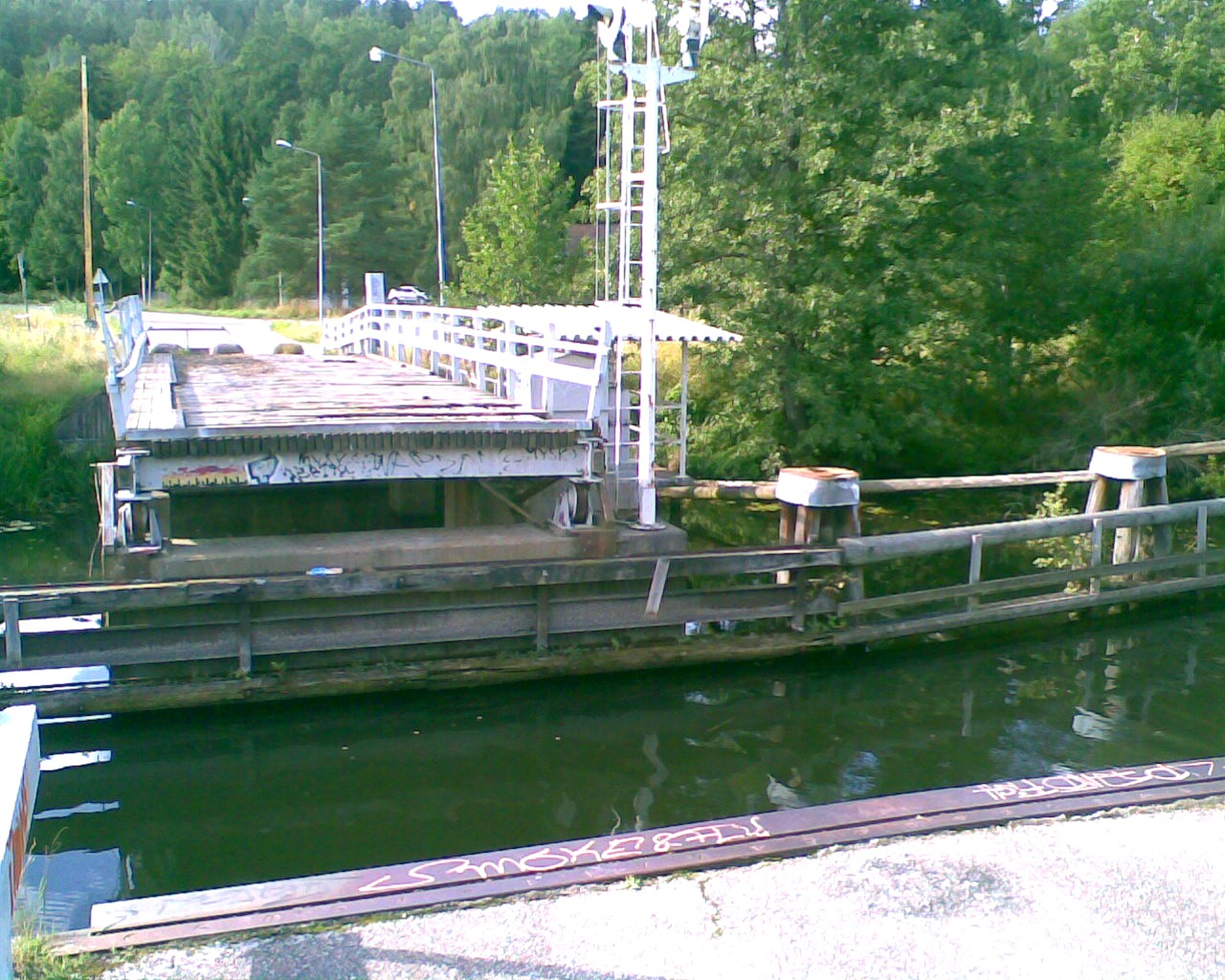
Gamla Vindbron mot väster.
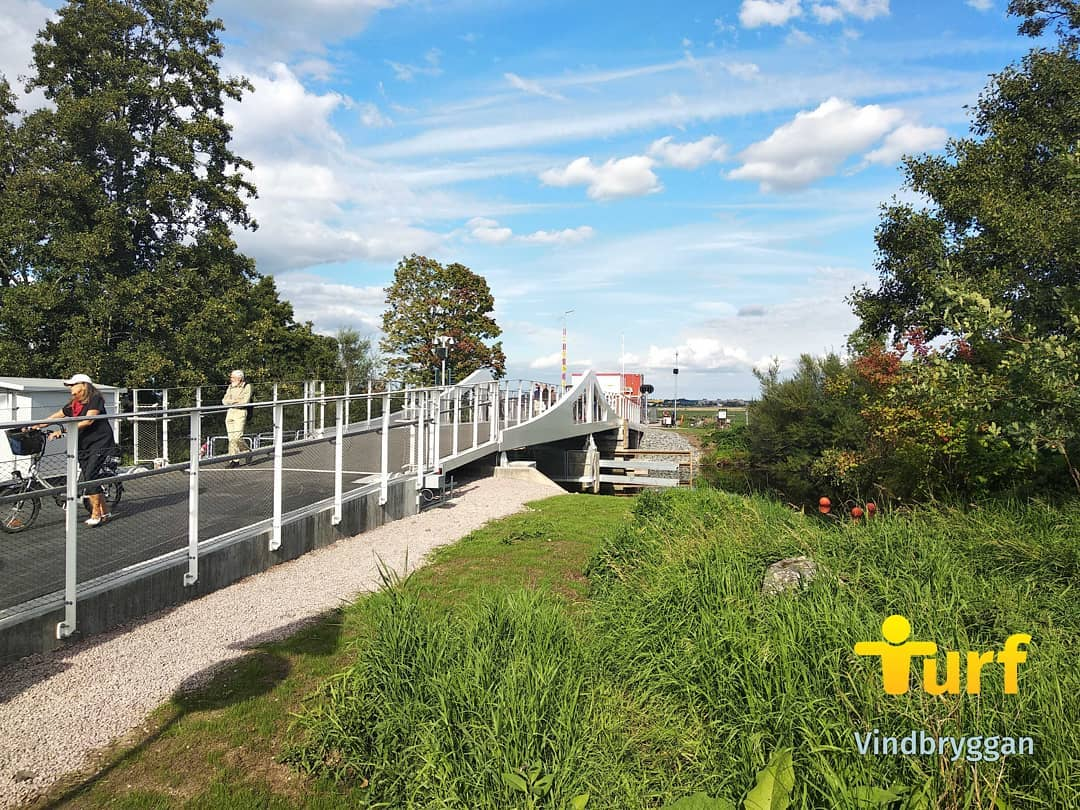
Den nyinvigda Vindbron 2018.
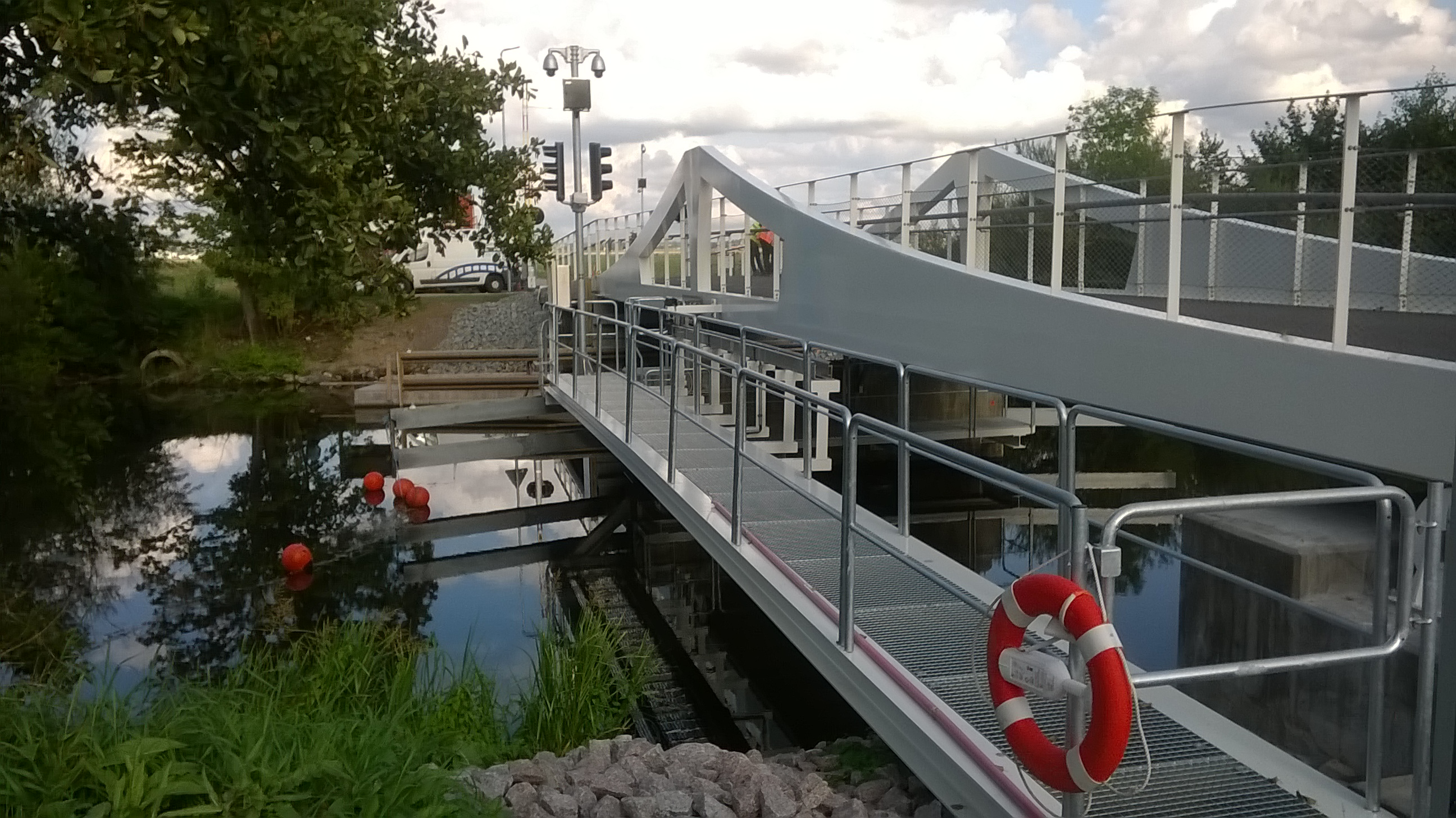
Nya Vindbron mot norr.
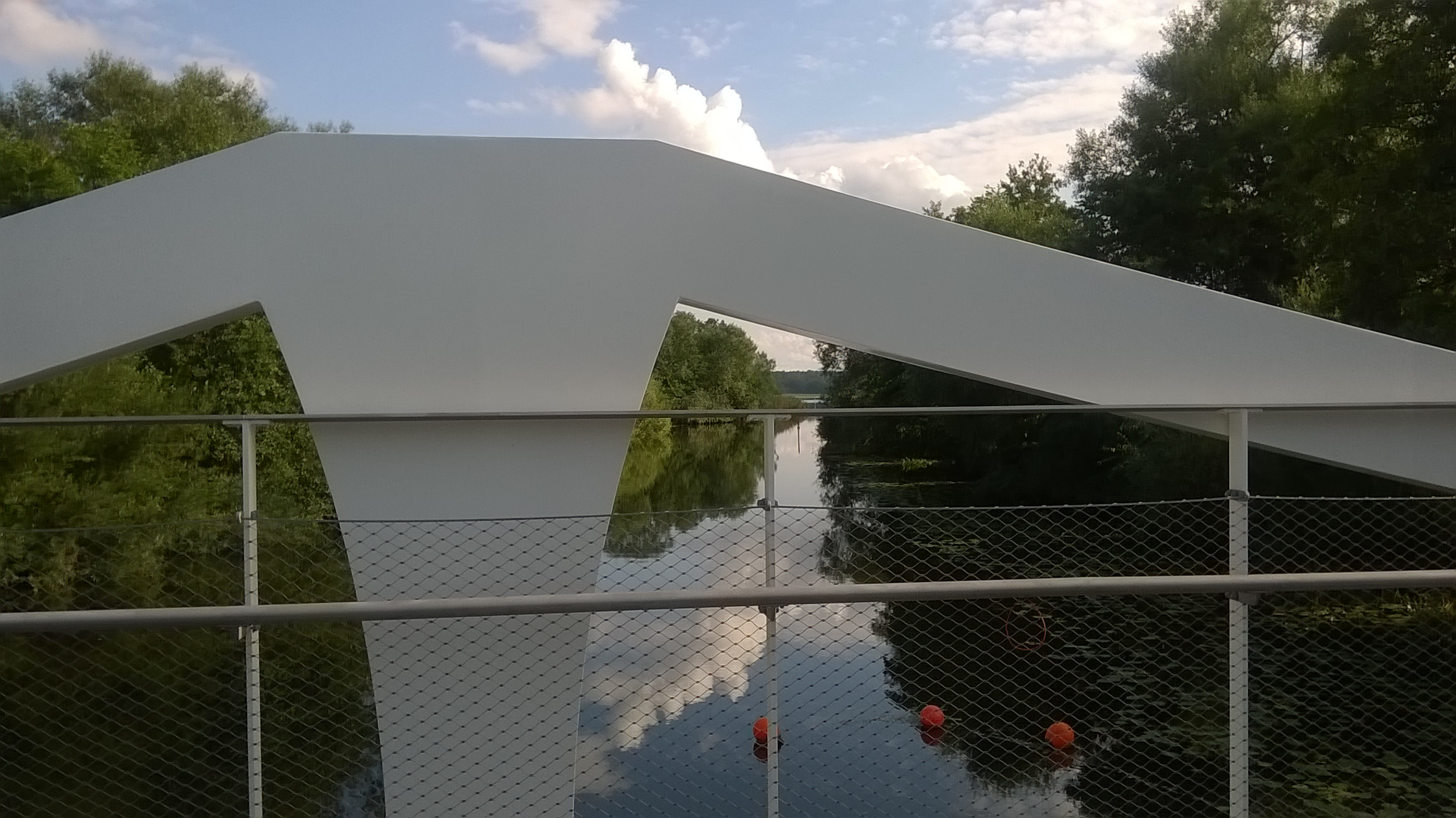
Nya Vindbron mot söder.
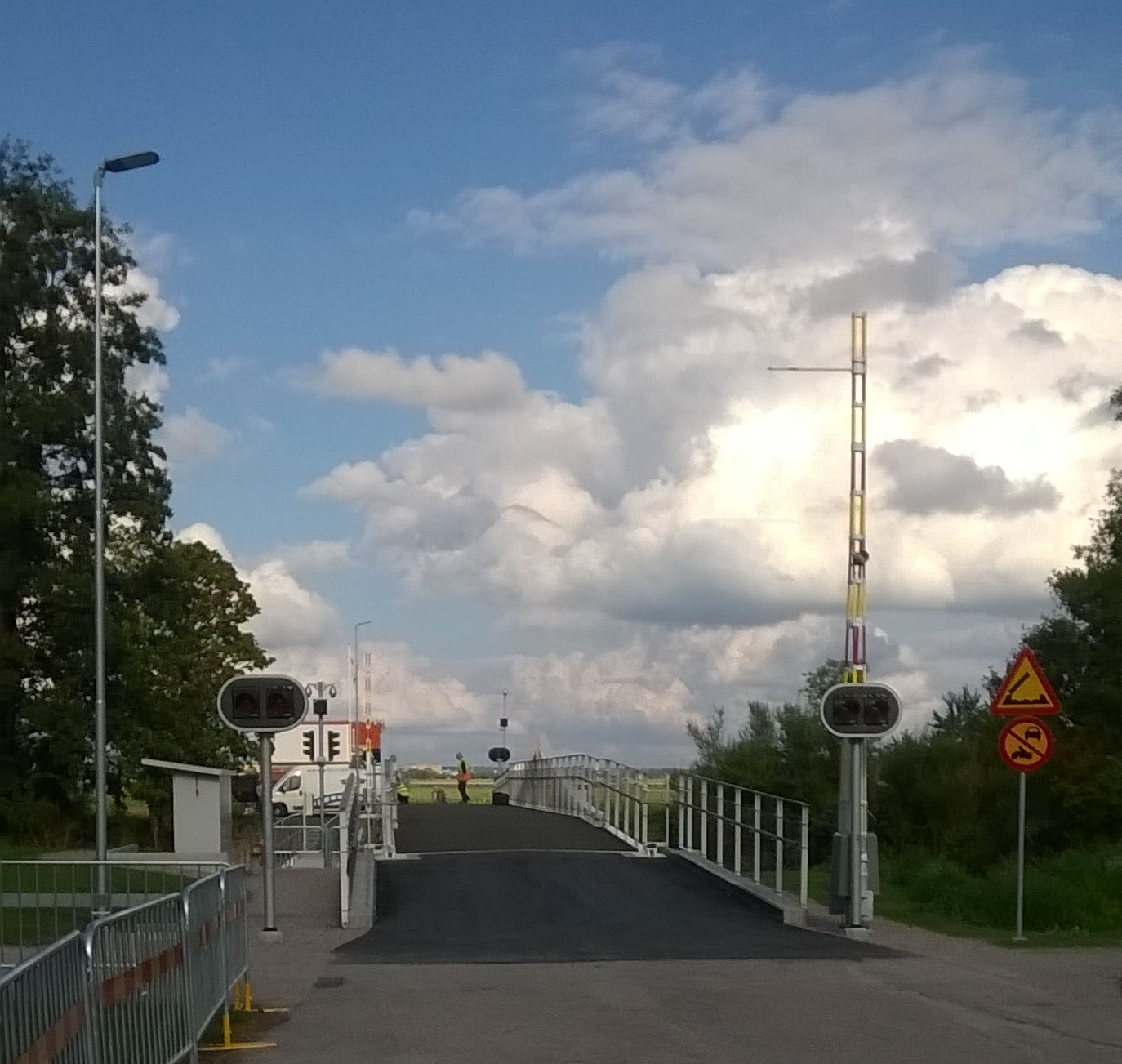
Påfarten från väster.